# Héréthie
L'Héréthie ou Hérétie  (en géorgien : ჰერეთი, Herethi) est une province historique de la Géorgie située à l’extrême est du pays entre l'ancienne principauté de Kakhétie et la frontière de l’Albanie du Caucase (Albanie trans-cyrane). Elle correspond maintenant au sud-est de la Kakhétie et à une partie de l’Azerbaïdjan.

Caucase (vers 740)

Caucase (vers 850)

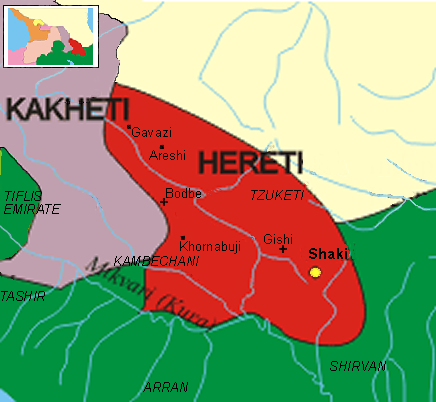
Principauté d'Héréthie (vers 950)

## Historique
L’Héréthie a constitué une petite principauté indépendante dont la capitale était Shaki. Selon la Chronique géorgienne, le pays partageait la croyance de l'Arménie et de l'Albanie du Caucase jusqu'au règne d'Ichkhanic fils du « Patrice Adarnassé » et de la reine Dinar (sœur d'un « Gourgen, éristhaw des éristhaws » ) grâce à qui il abandonne l'« hérésie » pour revenir dans l'Église orthodoxe du Concile de Chalcédoine. 
L'Héréthie est partiellement conquise par Kviriké Ier de Kakhétie avec l’appui de son allié Constantin III d'Abkhazie. Elle met toutefois à profit l’intervention dans le Caucase des Arabes conduits par Abou-Sadj pour recouvrer provisoirement son indépendance. L'Héréthie est définitivement incorporée dans le royaume de Kakhétie en 959 par le « Prince Korikoz » (Kviriké II de Kakhétie).

## Liste des souverains  d’Héréthie
- vers 800 : Smbat, prince de Schaké  ;
- 815-840 : Sahl Smbatean[2] ou Sahl (Sahak ?) Ibn Sumbat[3],[4] ;
- 840-865 : Adarnassé Ier ;
- 865-895 : Grigor Hamam  Arevelktsi (l’Oriental)[5] ;
- 895-897 : occupation par la Kakhétie ;
- 897-913 : Pipé
- 913-943 : Adarnassé II  Patrikios ;
- 943-951 : Ishkhanik  Abou-Abdalmalik Ier ;
- 951-959 : Ioané Senekerim.